# Notopleura lanosa
Notopleura lanosa är en måreväxtart som beskrevs av Charlotte M. Taylor. Notopleura lanosa ingår i släktet Notopleura och familjen måreväxter. Inga underarter finns listade i Catalogue of Life.